# Феодосий Великий (преподобный)
Феодосий Великий (греч. Θεοδόσιος ὁ Μέγας, Феодосий Киновиарх (греч. Θεοδόσιος ο κοινοβιάρχης); ок. 424, Каппадокия — 529, Палестина) — христианский святой, авва, основатель общежительного монашества в Палестине. Почитается в лике преподобных, память в Православной церкви совершается 11 января (по юлианскому календарю), в Католической церкви 11 января.

## Жизнеописание
Феодосий родился в каппадокийском селе Могарис близ города Команы (ныне Шар в Турции). Его родителями были христиане Проересий и Евлогия. С детства обладая хорошим голосом, Феодосий был посвящён в церковные чтецы. Около 451 года Феодосий отправился в Иерусалим. По дороге в Антиохии он встретился с Симеоном Столпником, который, как повествует житие, «поцеловал богодухновенного юношу и предсказал ему, что он будет пастырем словесных овец и спасет многих от мысленного волка; предсказал ему еще многое и, благословив его, отпустил». В Иерусалиме он посетил места евангельских событий и стал учеником преподобного Лонгина, проживавшего при «столпе Давидовом» (древняя башня в Иерусалимской крепости, у Яффских ворот). По поручению Лонгина Феодосий переселился к Кафисматной церкви, построенной вдовой Гликерией на полпути между Иерусалимом и Вифлеемом, но желая уединения через некоторое время ушёл в пустыню и поселился в пещере, в которой по преданию останавливались волхвы, пришедшие поклониться новорожденному Иисусу.
Вскоре вокруг Феодосия образовалась монашеская община и «пещера сделалась тесною для помещения столь большого количества людей». На просьбу монахов выбрать место для строительства монастыря Феодосий взял кадильницу, вложил в неё холодные угли, фимиам и вышел в пустыню:

…он обходил места, которые казались более удобными для построения монастыря. Он прошёл далеко по пустыне и с теми же невозгорающимися и холодными углями в кадиле достиг места, называемого Кутилла, и берегов Смоляного озера. И когда увидел, что угли не загораются… то вознамерился возвратиться в пещеру. Когда он возвращался, и пещера была уже недалеко из кадильницы внезапно вышел благоухающий дым, ибо угли сильно разгорелись.

На этом месте была построена церковь, кельи и вскоре возникла обширная обитель, получившая название Лавра Феодосия Великого. В ней был введён монастырский устав Василия Великого и лавра стала первым общежительным монастырём Палестины, к концу жизни Феодосия в ней проживало до 400 монахов.
Житие Феодосия многократно упоминает чудесное умножение пищи, произошедшее по молитве Феодосия (русская агиография использовала эти случаи для жития Феодосия Печерского). В палестинской пустыне Феодосием было устроен ряд страноприимных домов и больниц. В лавре было построено несколько церквей, богослужение в которых проходило на различных языках: «в великой церкви Пречистые Богородицы — греки, в другой — иверийцы, в третьей — армяне — пели церковное правило на своих языках, по семь раз в день».

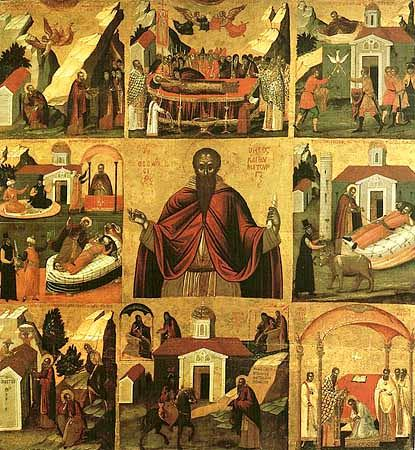
Феодосий Великий (житийная икона, XVIII век)

Феодосий был другом преподобного Саввы Освященного, при иерусалимском патриархе Салюстии (486—494 годы) монахи палестинской пустыни обратились к нему с просьбой поставить «Феодосия и Савву архимандритами и начальниками всех монастырей, находящихся около Святого Града». Патриарх удовлетворил просьбу монахов, Феодосий стал архимандритом всех палестинских общежительных монастырей (киновий) и получил своё прозвание — «киновиарх».
В период правления императора Анастасия I в столице империи обострились монофизитские споры, начались отрицания решений Четвёртого Вселенского собора. Император, придерживавшийся монофизитства начал гонения, в ответ на которые Феодосий от имении палестинских монахов направил ему увещевание, а затем, придя в Иерусалим, в храме Гроба Господня с амвона провозгласил: «Кто не почитает четыре Вселенские собора, как и четыре Евангелия, да будет анафема!». За свои оппозиционные действия Феодосий был подвергнут заточению, из которого вышел после смерти Анастасия (518 год). Борьба Феодосия с монофизитами получила положительную оценку со стороны римского папы Феликса и антиохийского епископа Ефрема, направивших преподобному свои послания.
Скончался Феодосий в 529 году в возрасте 105 лет после продолжительной болезни («лежал на одре болезни в течение целого года»). Тело Феодосия было погребено в пещере трёх волхвов.

## Жития святого
Первое Житие святого было составлено спустя год после его смерти Феодором, епископом Петрским. Оно представляло собой похвальное слово святому. Второе Житие было составлено Кириллом Скифопольским. Оно было меньшим по объему, но содержало больше фактов и дат. На Руси был известен славянский перевод, сделанный по тексту Феодора Петрского и два кратких Жития, изначально входивших в состав Пролога.